# Henry Nash Smith
Henry Nash Smith (29 septembre 1906 – 6 juin 1986) est un spécialiste de la culture et de la littérature américaines. Il est reconnu comme l'un des fondateurs de la discipline académique des Études américaines. Il est également un érudit réputé sur Mark Twain et le conservateur des Mark Twain Papers.

## Jeunesse et éducation
Smith est né à Dallas, au Texas, d'un père comptable originaire du Kentucky et d'une mère originaire de l'Alabama. En 1922, il s'inscrit à la Southern Methodist University (SMU), où il étudie auprès de John Hathaway McGinnis. En 1926, Smith obtient son baccalauréat à la SMU, puis s'inscrit à l'Université Harvard, où il obtient une maîtrise en beaux-arts.

## Carrière académique

### Université méthodiste du Sud
Smith, qui n'a pas encore de doctorat, retourne à la Southern Methodist University en 1927 et commence à enseigner au département d'anglais. Il est également nommé rédacteur en chef de la Southwest Review, poste qu'il occupe jusqu'en 1937. Smith, qui se consacre presque entièrement à la Revue pendant ses années difficiles dans les années 1930, est largement crédité de la survie de la publication. Il se souviendrait de son expérience à la Revue comme « d'une sorte de séminaire de super-diplôme, d'un institut d'études supérieures ».
Dans le même temps, son travail éditorial aurait pu marquer la fin d'une carrière universitaire prometteuse : en 1932, Smith écrit la préface de la nouvelle de William Faulkner « Miss Zilphia Gant » et la publie par le biais du Book Club of Texas. L'un des collègues de Smith, John O. Beaty, est scandalisé et exige que le président de SMU, Charles Claude Selecman (en), licencie Smith. Bien qu’encouragé par le président à démissionner, Smith refuse de le faire. Lon Tinkle, ami et collègue de Smith, propose de donner à Smith ses cours de littérature comparée, et ainsi pour apaiser Beaty, Selecman transfère Smith au département de littérature comparée.
En 1937, Smith s'inscrit de nouveau à Harvard pour terminer un doctorat, qu'il obtient en 1940 et retourne à l'enseignement à SMU, où il développe un nouveau programme, « Histoire de la civilisation américaine ». Il ne reste qu'un an à Dallas avant de décider de partir pour un poste de professeur à l'Université du Texas à Austin.

### Université du Texas à Austin
Smith rejoint l'Université du Texas en tant que professeur d'histoire américaine et d'anglais. En 1944, cependant, le président de l'université, Homer P. Rainey (en), est licencié après avoir protesté contre l'affaiblissement de la liberté académique par le conseil d'administration, et Smith est entraîné dans la controverse lorsqu'il écrit un article pour l'Association des étudiants, « La controverse à l'Université du Texas, 1939–1945»". Bien que Smith n'ait pas officiellement quitté l'Université du Texas avant 1947, il quitte Austin en 1945 pour un poste d'enseignant temporaire à Harvard.

### Université du Minnesota
Smith accepte un poste de professeur d'anglais à l'Université du Minnesota en 1947, où il rejoint le programme d'études américaines. Pendant ce temps, Smith continue à s'intéresser aux questions de liberté académique, en écrivant un essai, « Législatures, communistes et universités d'État », qui plaide contre le licenciement des professeurs devenus membres du parti communiste,.

### Université de Californie, Berkeley
La famille Smith quitte Minneapolis en 1953, lorsque Henry accepte un poste à l'Université de Californie à Berkeley. Il est président du département d'anglais de Berkeley de 1957 à 1961 et exerce un mandat de président national de la Modern Language Association en 1969. Une décennie après être parti à Berkeley, Smith se plonge dans une série d'actions politiques, notamment le mouvement pour la liberté d'expression et les manifestations contre la guerre du Vietnam. Il prend sa retraite de Berkeley en 1974.

## Virgin Land
L'œuvre la plus connue de Smith est Virgin Land : The American West as Symbol and Myth. Publié en 1950, le livre donne son nom à l’École des mythes et symboles et devient un texte fondateur pour le domaine interdisciplinaire des études américaines. Le sujet du livre est la perception collective de l'Ouest américain du XIXe siècle. Smith utilise des sources telles que des romans à dix sous et d'autres éléments de la culture populaire. Il est associé à Leo Marx et John William Ward.

## Vie privée
Smith épouse Elinor Lucas en 1956. Ils ont trois enfants : Harriet Elinor Smith, Janet Carol Smith et Mayne Smith.
Smith est décédé à l'âge de 79 ans le 6 juin 1986 des suites d'un accident d'automobile le 30 mai 1986, près d'Elko, dans le Nevada.
En 1981, il est élu de la Société américaine de philosophie. Il reçoit une Bourse Guggenheim en 1974. En 1961, il est élu à l'Académie américaine des arts et des sciences. Il reçoit le Prix Bancroft en 1951 et le Prix John H. Dunning en 1950.

## Publications
- Virgin Land: The American West as Symbol and Myth, 1950 (réimpression Vintage Books, 1957; Harvard University Press, 1970, (ISBN 978-0-674-93955-4) )
- Mark Twain of the Enterprise, 1957
- Mark Twain: The Development of a Writer, Belknap Press, 1962
- Mark Twain's Fable of Progress: Political and Economic Ideas in A Connecticut Yankee  Rutgers University Press, 1964
- Popular Culture and Industrialism, 1865-1890, 1967
- Democracy and the Novel, 1978